# Crispin Glover
Crispin Hellion Glover (sinh ngày 20 ngày 4 năm 1964) là một diễn viên, diễn viên lồng tiếng và đạo diễn, biên kịch, nghệ sĩ thu âm, tác gia, nhà xuất bản người Mỹ. Ông nổi tiếng với những vai diễn thể hiện những người lập dị trên màn ảnh như vai George McFly trong Trở lại tương lai, Layne trong River's Edge, người ẩn dật không thân thiện Rubin Farr trong Rubin and Ed, Andy Warhol trong The Doors, "Người gầy" trong bản phóng tác của Charlie's Angels và phim tiếp theo của nó, Willard Stiles trong Willard, The Knave of Hearts trong Alice in Wonderland, và Phil trong Hot Tub Time Machine, và một người nhái Willy Wonka trong Epic Movie.

## Thời trẻ
Glover là đứa con duy nhất sinh ra và lớn lên ở Thành phố New York, và chuyển đến Los Angeles cùng với gia đình lúc năm tuổi. Cha ông là nam diễn viên Bruce Glover và mẹ của ông, Mary Elizabeth Lillian Betty Krachey (nhũ danh) Bloom Koerber, là một diễn viên và vũ công người nghỉ hưu khi cậu được sinh ra. Ông có gốc Anh, Séc, Đức và Thụy Điển. Ông được đặt tên sau khi bài phát biểu ngày thánh Crispin của vở kịch sáng tác bởi William Shakespeare Henry V, mà cha mẹ anh rất thích "Hellion", thực sự tên đệm của ông, đã trước đó được sử dụng như là 1 tên đệm sai của cha cậu, người đã không thích tên đệm của mình, Herbert. Glover học Trường Mirman từ lớp một đến chín. Ông sau đó tham dự cả hai Venice cao lớp 10 và 11 và Trường Beverly Hills cao chỉ dành cho lớp 12 và tốt nghiệp vào năm 1982.